# 前法兰西航空公司大楼
前法兰西航空公司（法語：Compagnie française d’aviation）大楼位于法国昂热，建于1938年，装饰艺术风格，建筑师Ernest Bricard。2005年改为曼恩-卢瓦尔省建筑博物馆（Maison de l'architecture de Maine-et-Loire）。
法兰西航空公司的立面、屋顶和门厅于2004年2月23日列为法国历史古迹。